# 密點白鰩
密點白鰩（學名：Leucoraja ocellata），為軟骨魚綱鰩目鰩科白魟屬的一種，被IUCN列為瀕危保育類動物，分布於西大西洋加拿大紐芬蘭與聖勞倫斯灣南部到美國北卡羅萊納州海域，深度4至732公尺，本魚體盤圓形，上表面有許多小黑點，通常盤面每側上表面有1-4個單眼，每個單眼的中心為深褐色，邊緣為淺色，幼魚的背盤和尾部有一排長長的中背大刺，上顎有72排牙齒，下表面通常為白色，但有不規則的淺褐色斑點，體長可達150公分，棲息在沙泥或礫石底質海域，為底棲性魚類，肉食性，以硬骨魚及烏賊為食，卵生，卵囊為長方形，具有堅硬的角質觸鬚，生活習性不明，因商業性拖網捕魚而被捕獲，但通常被丟棄。